# Comté de La Marck
Pour les articles homonymes, voir La Marck.
1198–1806
Entités précédentes :
- Westphalie
- Comté d'Altena

Entités suivantes :
- Grand-duché de Berg

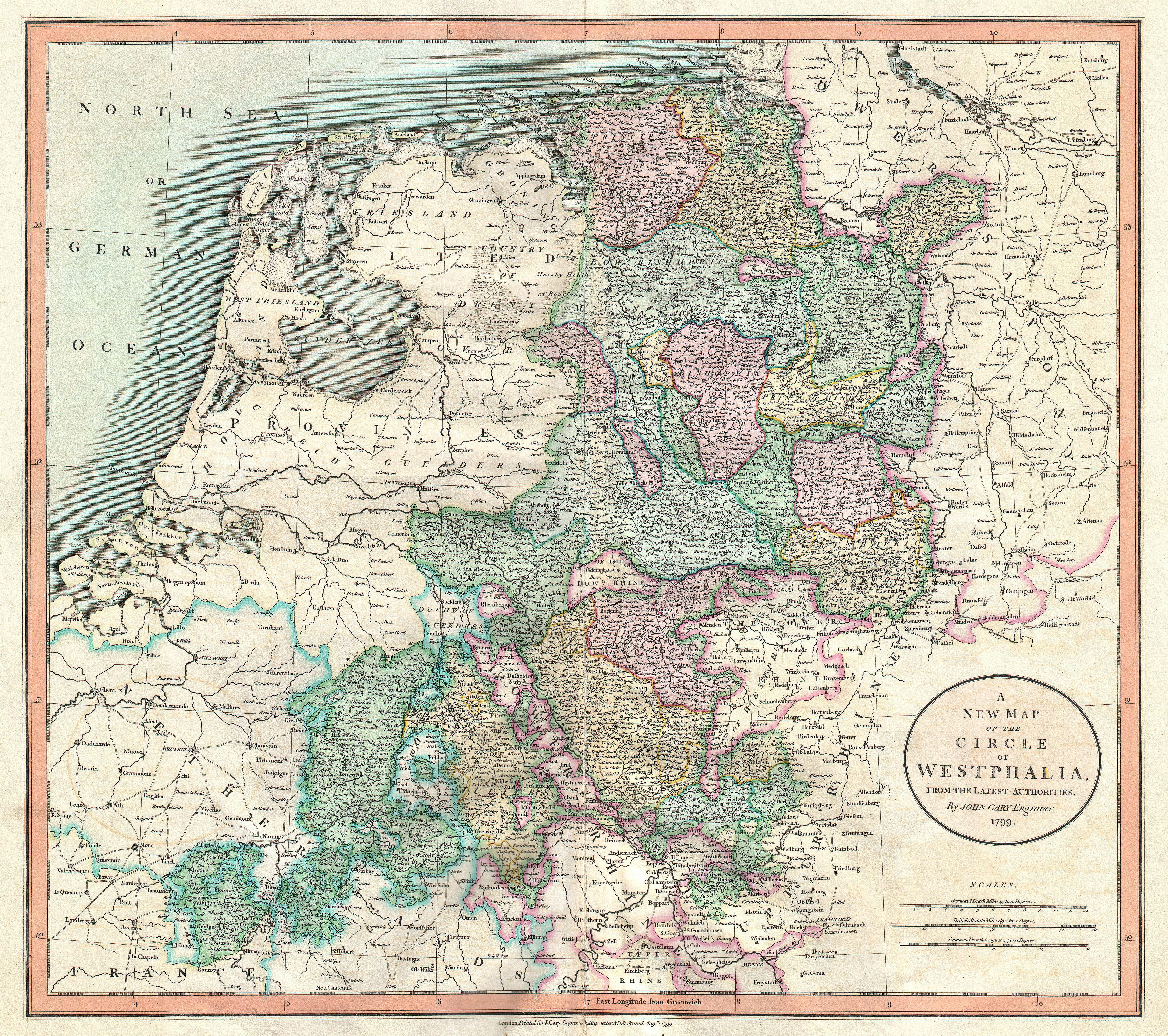
Le comté de La Marck (en rose) dans le cercle du Bas-Rhin-Westphalie.

Le comté de La Marck (en allemand : Grafschaft Mark) est un ancien État du Saint-Empire romain. Fondé en 1198 par la maison de La Marck, il rejoint le cercle du Bas-Rhin-Westphalie en 1512. Possession des Hohenzollern à partir de 1614, La Marck, avec le duché de Clèves et le comté de Ravensberg, devient un territoire de l'État de Brandebourg-Prusse dans l'Ouest de l'Allemagne.
L'État fut nommé d'après le château de Mark, à l'origine une résidence des comtes de Berg située près de Hamm en Westphalie. Aujourd'hui, l'arrondissement de La Marck (Märkischer Kreis) porte le nom de l'ancien comté auquel son territoire appartenait.

## Situation géographique

Carte du comté de la Marck entre les duchés de Berg et de Westphalie, vers 1645.

L'ancien comté est situé dans la partie occidentale du Sauerland, région montagneuse en Westphalie. Il s'est étendu le long de la rivière Ruhr qui le divisait en deux et ses affluents la Volme et la Lenne. Les villes principales actuelles sont Hamm, Soest, Iserlohn et Lüdenscheid.
La Lippe marquait la limite nord avec l'évêché de Münster ; à l'est, le comte était limitrophe avec le duché de Westphalie et le petit comté de Limbourg. La Marck était bordée à l'ouest par un ensemble de principautés rhénanes : les duchés de Berg et de Clèves, le comté de Gimborn, ainsi que les abbayes impériales d'Essen et de Werden. Le comté encerclait plus ou moins Dortmund, mais cette ville impériale n'en faisait pas partie.

## Histoire

### Vue d'ensemble
Le comté de la Marck est issu du comté d'Altena en Westphale, donné en 1160 en apanage par le comte rhénan Adolphe II de Berg à son fils Eberhard. À la mort d'Eberhard en 1180, ses deux fils aînés, Arnaud et Frédéric se partagèrent leur patrimoine. Au titre d'une convention avec Philippe de Heinsberg, l'archevêque de Cologne, Frédéric avait déjà acquis le manoir de Mark près de Hamm où il fit construire un château. À partir de 1198, son fils le comte Adolphe Ier étend ses possessions vers le nord et s'intitule « comte de la Marck ». 
Les comtes ont choisi le camp du duc Jean Ier de Brabant dans la bataille de Worringen en 1288, contre son seigneur westphalien l'archevêque Siegfried II de Cologne ; la victoire de Brabant a ainsi contribué à renforcer leur autonomie. En 1368, le comte Adolphe III hérite du comté de Clèves (duché en 1417) ; à la suite de la mort de son frère aîné Engelbert en 1391, La Marck et Clèves sont gouvernées en union personnelle. En 1512, les deux territoires ont rejoint le Cercle du Bas-Rhin-Westphalie.
À la mort du duc Jean II de Clèves en 1521, son fils Jean, duc de Juliers et de Berg depuis 1511, a créé les duchés unis de Juliers-Clèves-Berg sous son règne. Ce faisant, il devient l'un des princes les plus puissants dans l'Ouest du Saint-Empire ; néanmoins, la lignée des ducs s'éteint à la mort de son petit-fils Jean-Guillaume en 1609. À l'issue de la guerre de Succession de Juliers, en 1614, La Marck échoit à l'électeur Jean III Sigismond de Brandebourg. Sous l'administration du Brandebourg-Prusse, les premières bases de la phase préindustrielle ont été posées dans la région. En 1701, l'électeur de Brandebourg devient « roi en Prusse » et le comté fait partie des provinces occidentales du nouveau royaume de Prusse. 
À la suite de la guerre de la Quatrième Coalition et de la défaite prussienne à Iéna les traités de Tilsit conclus en 1807 prévoyaient la cession de La Marck à la France impériale. Par décret du 1er mars 1806 déjà, Napoléon Ier avait créé le grand-duché de Berg, à qui l'ancien comté a été attribué. Incorporé au département de la Ruhr, La Marck est rendue à la Prusse au congrès de Vienne en 1815 et fut incorporée dans la province de Juliers-Clèves-Berg.

## Comtes de la Marck
- 1198-1249 : Adolphe Ier, fils du comte Frédéric de Berg-Altena, ancêtre de maison de La Marck ;
- 1249-1277 : Engelbert Ier, fils du précédent
marié à Cunégonde de Bliescastel, puis à Elisabeth de Falkenbourg
- 1277-1308 : Eberhard Ier, fils du précédent et de Cunégonde de Bliescastel
marié en 1273 à Irmgarde († 1294), fille du comte Adolphe IV de Berg
- 1308-1328 : Engelbert II, fils du précédent 
marié en 1299 à Mathilde, héritière du comté d'Arenberg, ancêtre de la 2e maison d'Arenberg ;
- 1328-1347 : Adolphe II, fils du précédent 
marié en 1332 à Marguerite de Clèves ;
- 1347-1391 : Engelbert III (à ne pas confondre avec l'archevêque Engelbert III de Cologne, fils du précédent
marié en 1354 à Richardis de Juliers († 1360), puis à Elisabeth de Sponheim (1365-1417).

### Comté puis duché de Clèves

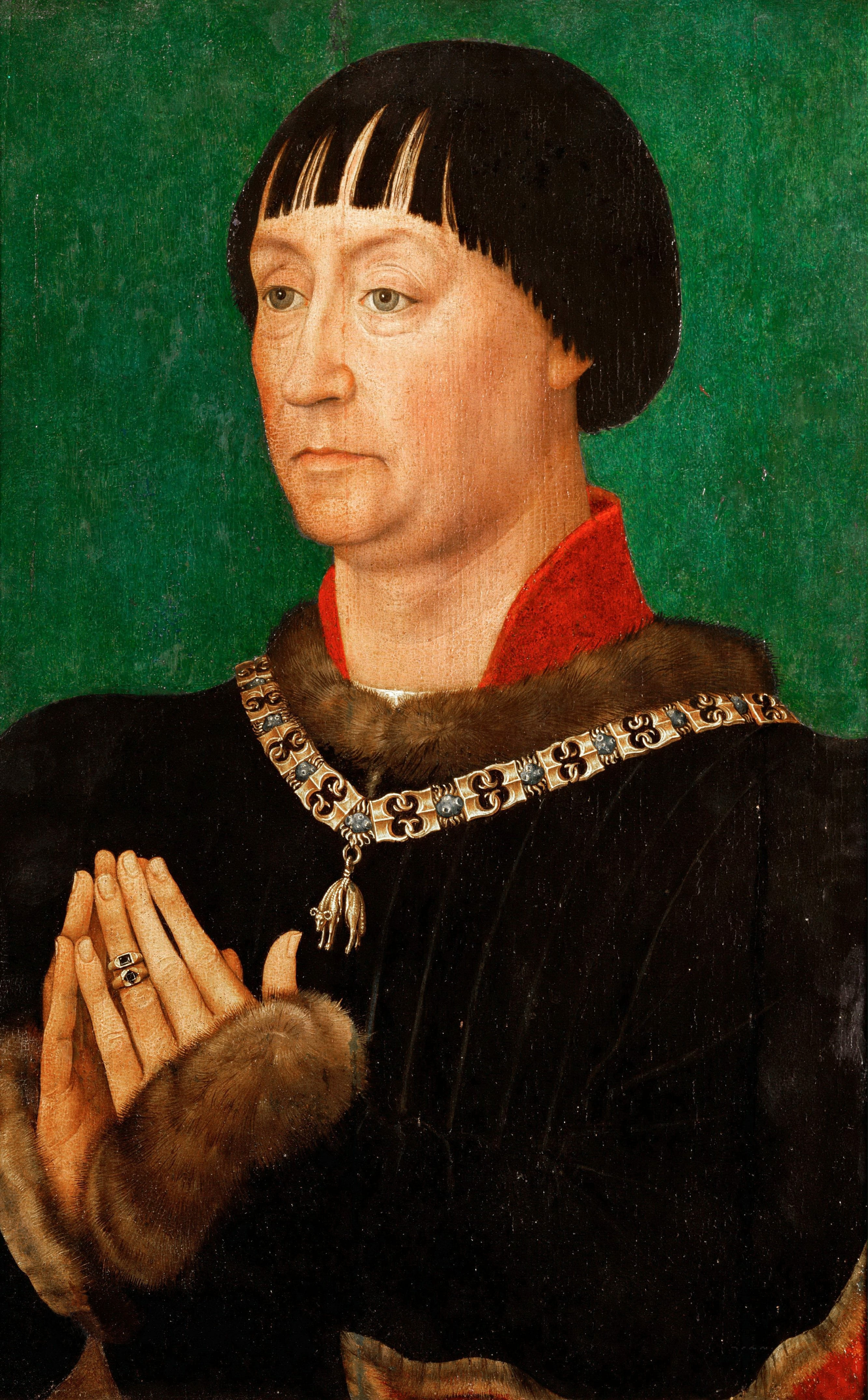
Portrait du duc Jean Ier de Clèves d'après Rogier van der Weyden (vers 1460).

- 1391-1393 : Adolphe III († 1394), frère du précédent, ancien évêque de Münster, également comte de Clèves (Adolphe Ier) depuis 1368
marié à Marguerite († 1425), fille du duc Gérard VI de Juliers ;
- 1393-1398 : Théodore, fils cadet du précédent ;
- 1398-1448 : Adolphe IV, frère aîné du précédent, comte puis duc de Clèves
marié à Agnès (1379-1404), fille du roi Robert Ier, puis à Marie (1394-1463), fille du duc Jean Ier de Bourgogne ;
- 1437-1461 : Gérard, frère cadet du précédent, régent ;
- 1448-1481 : Jean Ier, fils d'Adolphe IV et de Marie de Bourgogne, duc de Clèves
marié à Élisabeth (1439-1483), fille de Jean de Bourgogne ;
- 1481-1521 : Jean II, fils du précédent, duc de Clèves
marié à Mathilde (1473-1505), fille du landgrave Henri III de Hesse.

### Duchés unis de Juliers-Clèves-Berg
- 1521-1539 : Jean III, fils du précédent, duc de Clèves, duc de Juliers et de duc de Berg depuis 1511
marié à Marie de Juliers-Berg (1491-1543), fille du duc Guillaume de Juliers-Berg ;
- 1539-1592 : Guillaume, fils du précédent, duc de Clèves, de Juliers et de Berg, également duc de Gueldre de 1538 à 1543
marié à Jeanne d'Albret (1528-1572), fille du roi Henri II de Navarre puis à l'archiduchesse Marie d'Autriche (1531-1581), fille de l'empereur Ferdinand Ier de Habsbourg ;
- 1592-1609 : Jean-Guillaume, fils du précédent et de Marie d'Autriche, ancien évêque de Münster, duc de Clèves, de Juliers et de Berg.

Après la guerre de Succession de Juliers (1609-1614), La Marck passa aux électeurs de Brandebourg. Les souverains de la maison de Hohenzollern portent le titre de comtes jusqu'en 1918.

## Armoiries
Les comtes de La Marck portaient initialement : d'or, à la fasce échiquetée d'argent et de gueules de trois tires.
Lorsqu'ils héritèrent du comté de Clèves, ils ajoutèrent les armes de ce comté : écartelé, en 1 et 4 de gueules, à l'écusson d'argent, aux rais d'escarboucle d'or, brochantes sur le tout, et en 2 et 3 d'or, à la fasce échiquetée d'argent et de gueules de trois tires.

comtes de la Marck
comtes de Clèves et de la Marck

## Sources
- Louis Charles Dezobry et Théodore Bachelet, Dictionnaire de Biographie et d’Histoire, Paris, 1863 [détail de l’édition]